# Суперкомандос
Суперкомандос е първият роман от британския писател на научна фантастика Ричард Морган, където комбинира киберпънк и криминале с участието на антигероя Такеши Ковач.
Правата за филмиране на книгата са продадени на продуцента Джоуел Силвър за 1000000 долара, което позволява на Морган да се отдаде изцяло на писането. През 2003 г. книгата получава наградата на Филип Дик.

## Сюжет
Внимание:  Текстът по-долу разкрива сюжета на произведението (или части от него)!
Действието се развива през 26 век. Хората отдавна пътуват в Космоса и колонизират други планети. А технологиите са напреднали толкова много, че смъртта вече не е нищо повече от неудобство. Всеки човек е снабден с т.нар. „колода“, вградена в гръбначния му стълб, която е негово дигитализирано копие. Когато умре спокойно може да бъде прехвърлен в друго тяло, наречено „ръкав“. Ако си достатъчно богат можеш да си избереш тяло по поръчка – от различна раса и пол, снабдено с хиляди джаджи, издръжливо на радиация, боен ръкав, ръкав за удоволствия и т.н. Ако не – могат да те „нахлузят“ в евтин синтетичен ръкав или просто да те пратят в хранилището и да забравят за теб.
Чрез тази технология човешкият живот се е удължил неимоверно много. Така е и с главния герой – Такеши Ковач – емисар на ООН. Той живее повече от 150 години, изпълнени с битки. Емисарската служба е придобила митично значение за хората. Емисарите са психологически усъвършенствани войни, с допълнително стимулирана интуиция, преминали сурово обучение и изпращани в най-горещите и конфликтни точки.
Благодарение, а може би и на славата си на емисар, Такеши Ковач попада в невероятни и смъртоносни сблъсъци, разследва мистериозни убийства. В „Сразени ангели“ участва в разбулването на изключително важна археологическа загадка и се среща с извънземна цивилизация. В третата книга „Разбудени фурии“ действието е пренесено на Хараланов свят – родното място на Ковач. Там той трябва да се пребори с влиятелните стари фамилии, корпорациите и якудза.

## Издания на български език
- 2003 — „Суперкомандос“ — ИК Бард, ISBN 954-585-446-7
книжка 105 от поредицата „Избрана световна фантастика“